# پیز لنگارد
پیز لنگارد (به لاتین: Piz Languard) یک کوه در سوئیس است که در کانتون گراوبوندن واقع شده‌است. پیز لنگارد ۳٬۲۶۲ متر بالاتر از سطح دریا واقع شده‌است.